# 阿瑟·科恩
阿瑟·科恩（德語：Arthur Cohn，1927年2月4日—）出生于瑞士第三大城市巴塞尔。是一个电影制片人，早年曾经学习法律，但从事电影制片之前，他曾是一名活跃的记者和作家。他的成名作有《中央車站》，《放牛班的春天》等。